# 아이실드 21
《아이실드 21》(アイシールド21 아이시루도 니주이치[*])은 일본의 만화 및 애니메이션이다. 미식축구를 소재로 한 스포츠 만화이다. 주인공 세나가 들어간 데이몬 데빌 배츠라는 미식축구 팀의 경기와 성장 과정을 배경으로 담고 있다.
대한민국에서는 대원씨아이를 통해 단행본이 출간되었으며, 애니원TV/챔프TV/애니박스에서 애니메이션이 더빙 방영된 바 있다.

## 등장 인물
● 데이몬 데빌 배츠(泥門デビルバッツ)
방어가 허술한 면이 있지만 관동 최강의 공격력을 자랑하는 팀. 부원수가 적고 강호라고 하기엔 부족한 면도 많지만 분위기를 타면 어떤 팀에게도 육박하는 힘을 보여준다. 경기를 거듭해가며 강해지고 있다. 마스코트는 데빌 배트.
(주요전술 : 스위프, 블래스트, 위시본, 론리 센터, 킬러 호네트, 크리스 크로스)
- 코바야카와 세나(小早川 瀬那)

성우 - 이리노 미유 / 홍범기
초등학생 때부터 유순한 성격 때문에 불량 학생들의 똘마니 짓을 해왔다. 데이몬 고교에 입학한 이후 어느 날, 불량 학생들로부터 도망가다가 히루마의 눈에 띄게 되어 미식축구부 데이몬 데빌 배츠에 들어간다. 본래는 총무로 가입하였지만 똘마니 짓을 하며 단련된 광속의 빠른 다리 때문에 '아이실드 21'이라는 코드 네임으로 시합에 나가게 되고 점차 미식축구에 대한 애정과 열정을 가지게 된다. 등번호는 21번, 포지션은 러닝백. (주요기술 : 데빌 배트 고스트, 데빌 배트 허리케인, 데빌 배트 다이빙, 데빌 스탠건, 데빌 라이트 허리케인, 데빌 4디멘션).
- 히루마 요이치(蛭魔 妖一)

성우 - 타무라 아츠시 / 김기철
데이몬 고교 내에서 유명한 공포인물. 학교의 학생들과 교사들은 물론 많은 사람들의 약점이 적힌 협박수첩과 다양한 총기들을 가지고 다닌다. 하지만 미식축구에 대한 열정은 그 누구에게도 뒤지지 않는다. 머리가 매우 좋으며 능숙한 핸드 페이크와 치밀한 책략을 바탕으로 다양한 전술을 사용. 조금이라도 빈틈을 만들어내기 위해 적을 도발하거나 도박성 짙은 플레이를 자주 한다. 등번호는 1번, 포지션은 쿼터백. (주요기술 : 데빌 레이져 블렛, 헤일 데빌 패스)
- 아네자키 마모리(姉崎 まもり)

성우 - 히라노 아야 / 이영리
4분의 1은 미국인의 피가 섞인 혼혈아. 데이몬 고교의 선도부이다. 모든 과목에서 우수한 성적을 보이지만 미술만큼은 약하다. 세나가 어릴 적부터 아는 누나이며 배려심이 많아 세나를 항상 챙겨준다. 외모 덕분에 학교 내에 팬이 많다. 선한 성격이지만 히루마와는 마주치기만 하면 싸운다. 세나를 지키기 위해 데이몬 데빌 배츠의 매니저가 되었다.
- 쿠리타 료칸(栗田 良寛)

성우 - 나가노 코이치 / 이장우
히루마, 무사시와 중학생 시절부터 함께 미식축구를 시작한 마음씨 여린 뚱보. 히루마만큼이나 미식축구를 좋아하고 열정을 가지고 있다. 동료들을 생각하는 마음이 깊다. 커다란 거구로 누르는 압도적인 힘을 가지고 있다. 등번호는 77번, 포지션은 라인맨.
- 라이몬 타로(雷門 太郎)

성우 - 야마구치 캇페이 / 이인성
별명은 몬타이다. 어렸을 때 보았던 야구선수 혼죠의 캐치 모습에 반해 데이몬 고교 입학 후, 야구부에 지원하였다. 하지만 잘하는게 캐치밖에 없고, 컨트롤은 엉망이라서 야구부 3군에 속하게 된다. 좌절하던 그에게 자신의 팀에 들어와 달라는 세나의 말을 듣고 한참을 망설였지만 자신이 가야 할 길을 깨닫고 데이몬 데빌 배츠에 들어가 캐치의 달인으로 활약하게 된다. 등번호는 80번, 포지션은 리시버. (주요기술 : 데빌 백파이어, 데빌 백파이어 네오)
- 타케쿠라 켄(瀧 鈴音)

성우 - 코야마 리키야 / 서윤선
본명보다는 무사시(ムサシ)라는 별명으로 자주 불린다. 히루마, 쿠리타와 중학생 시절부터 함께 미식축구를 시작하였지만 아버지가 사고로 인해 큰 부상을 입자 아버지의 가업을 이어받기 위해 미식축구를 그만두고 목수 일을 시작했다. 하지만 자신을 필요로 하는 동료들과 주변인들의 도움으로 인해 다시 미식축구를 시작하게 되었다. '60야드 매그넘'이라는 코드 네임을 가졌으며 거칠고 아슬아슬하지만 강력한 킥을 자랑한다. 등번호는 11번, 포지션은 키커.
- 쥬몬지 카즈키(十文字 一輝), 쿠로키 코지(黒木 浩二), 토가노 쇼조(戸叶 庄三)

성우 - 호시노 타카노리, 이와사키 마사미, 마에다 타케시 / 노계현, 이상헌, 김창열
중학생 시절부터 어울려 다닌 불량 학생들. 하루하루를 주위의 따가운 눈초리를 받으며 방황했지만 히루마의 협박으로 데이몬 데빌 배츠에서 미식축구를 시작하면서 흥미와 열정을 가지게 된다. 등번호는 51, 52, 53번, 포지션은 모두 라인맨. (주요기술 : 불량살법)
- 코무스비 다이키치(小結 大吉)

성우 - 사카키 히데노리 / 하성용
쿠리타를 존경하며 데이몬 데빌 배츠에 들어왔다. 그를 자랑스러운 사부로 여기고 있다. 파워풀한 사나이들끼리만 통한다는 파워풀어를 사용. 쥬몬지, 쿠로키, 토가노들과는 항상 티격태격하는 사이이다. 작은 체구를 가지고 있지만 강한 힘과 경험으로 극복해나간다. 등번호는 55번, 포지션은 라인맨. (주요기술 : 립)
- 유키미츠 마나부(雪光 学)

성우 - 홋타 마사루 / 위훈
고등학생 때까지 입시 준비를 위해 학원을 다니며 공부만 해왔지만 한번쯤은 자신이 좋아하는 걸 해보고 싶다는 마음에 데이몬 데빌 배츠에 들어와 미식축구를 시작한다. 모든 면에서 보통에 못미치는 허약 체질이지만 노력과 근성만은 높게 평가된다. 빠른 판단력과 모든 패스 루트를 익힌 두뇌 플레이가 특기. 등번호는 16번, 포지션은 리시버. (주요기술 : 옵션루트)
- 타키 나츠히코(瀧 夏彦)

성우 - 오치아이 쇼지 / 정명준
엄청나게 튀고 싶어하는 데다 상당한 바보이지만 미식축구를 향한 열정만큼은 높다. 미식축구 선수로 활약하기 위해 미국으로 떠나 시험을 보는 도중 데스마치 훈련 중인 세나를 만나 그의 권유로 인해 데이몬 고교에 입학, 데이몬 데빌 배츠에 들어가게 된다. 큰 키와 유연성을 가지고 있다. 등번호는 37번, 포지션은 타이트 엔드.
- 타키 스즈나(瀧 鈴音)

성우 - 나카가와 쇼코 / 유상우
타키 나츠히코의 여동생. 활발하고 적극적인 성격을 가지고 있다. 오빠가 들어간 데이몬 데빌 배츠의 치어리더 단장으로 활약 중. 언제나 인라인 스케이트를 신고 다닌다. 어린 아이같은 몸매에 콤플렉스를 가지고 있다.
- 이시마루 테츠오(石丸 哲夫)

성우 - 카토 케이 / 윤동기
육상부의 부원임에 동시에 미식축구부에서 빠른 선수를 찾아 입부를 권유하기 위해 가입했다. 남의 부탁을 거절하지 못하고 지나치게 착한 성격을 가지고 있으며 존재감이 약해 주위 사람들한테 자주 잊혀진다. 등번호는 30번, 포지션은 러닝백.
- 사카키 도부로쿠(酒奇 溝六)

성우 - 아카보시 쇼이치로 / 강구한
과거 센고쿠 대학에서 미식축구 선수로 활약했을 당시 쌍검으로 불렸던 존재였지만 데스마치 훈련으로 인해 다리에 재기불능의 부상을 입게 된다. 큰 빚을 지고 미국으로 떠나 살던 도중 데이몬 일행의 데스마치 훈련을 돕게 된다. 히루마의 도움으로 빚을 갚고 일본으로 돌아와 데이몬 데빌 배츠의 트레이너가 되었다.
● 오죠 화이트 나이츠(王城ホワイトナイツ)
최강이라고 불리던 황금 세대가 있을 당시에는 강력한 방어력을 자랑하는 강호 중 하나였지만 그들이 졸업하고 나자 '신과 수비 뿐인 오죠'라는 오명이 생겼다. 그러나 신생 오죠의 탄생에 힘입어 완벽하게 부흥했다. 마스코트는 화이트 나이트.
(주요전술 : 발리스타, 사지타리우스)
- 신 세이쥬로(進 清十郎)

성우 - 고모토 나오야 / 정훈석
모든 면에서 완벽한 그야말로 퍼펙트 플레이어. 재능이 있는 천재지만 노력 또한 게을리하지 않는다. 봄 대회 이후부터 계속 코바야카와 세나와는 라이벌 관계를 유지. 사람을 과대평가하지도 과소평가하지도 않고 그대로 보는 냉정한 시각을 가지고 있다. 심각한 기계치. 등번호는 40번, 포지션은 라인배커. (주요기술 : 스피어 태클, 트라이던트 태클)
- 사쿠라바 하루토(桜庭 春人)

성우 - 미야노 마모루 / 정재헌
모두에게 신격화되어버린 신을 혼자서 따라잡기 위해 노력하는 범재. 모델 일을 겸임했지만 미식축구를 위해 그만두게 된다. 장신과 긴 팔다리를 살린 초고층 패스 캐치가 특기. 등번호는 18번, 포지션은 리시버.
- 타카미 이치로(高見 伊知郎)

성우 - 히마다 켄지 / 노계현
어릴 적 사고로 인해 미식축구 선수치고는 치명적으로 느린 다리를 가지고 있지만 수많은 연습과 노력으로 극복해가고 있다. 상대팀의 데이터 분석을 통한 치밀한 책략과 어떤 상황에도 당황하지 않는 냉정한 성격을 지니고 있는 오죠 화이트 나이츠의 사령탑. 장신을 이용한 정확하고 높은 패스를 사용한다. 등번호는 3번, 포지션은 쿼터백. (주요기술 : 에베레스트 패스, 트윈 타워 애로우)
- 오타와라 마코토(大田 原誠)

성우 - 노무라 켄지 / 이장원
오죠 화이트 나이츠의 주장. 항상 바지와 팬티 입는 것을 깜빡하고 다니며 아무데서나 방귀를 뀌는 바보이다. 하지만 거구임에도 불구하고 빠른 스피드로 달려들어 강하게 누르는 힘은 어느 팀에도 없는 위협 무기. 등번호는 60번, 포지션은 라인맨.
- 이카리 다이고(猪狩 大吾)

성우 - 타케모토 에이지 / 고성일
중학생 시절 '프리즌 체인'이라고 불리는 동네 불량배였다. 자기 편이 무시당하는 것을 그냥 보고 지나치지 못하는 성격에다가 거의 먼저 싸움을 거는 편이라서 계속 정학을 당하던 도중 오죠 화이트 나이츠의 선수가 되었다. 등번호는 66번, 포지션은 라인맨.
- 쇼지 군페이(庄司 軍平)

성우 - 코무라 테츠오 / 권혁수
도부로쿠와 함께 센고쿠 대학에서 쌍검으로 불렸다. 현재는 오죠 화이트 나이츠의 감독을 맡고 있다. 오죠 화이트 나이츠 선수 전원에게 혹독한 훈련을 시키는 강경한 성격을 가지고 있다. 가끔 의외의 모습들을 보여주기도 한다.
● 세이부 와일드건맨즈(西部ワイルドガンマンズ)
데이몬 데빌 배츠와 마찬가지로 초 공격적인 팀. 빠르고 강한 공격력을 포함, 거의 모든 면에서 완벽에 가까운 실력을 보여주는 강호이다. 웬만큼의 점수를 내주는 것은 각오하고 오로지 공격만을 하는 플레이를 사용한다. 마스코트는 사보테너.
- 무샤노코지 시엔(武者小路 紫苑)

성우 - 우치다 유야 / 송준석
사격 명문 무샤노코지 가문의 자제로 별명은 키드(キッド)이다. 하지만 어릴 적 강요받아 온 최고가 되어야한다는 압박감에 시달린 나머지 이름을 버리고 미식축구 선수가 되었다. 너무 기대를 받으면 끝이 좋지 않다는 자신의 신조에 충실한다. 역대 최강의 공격력을 지닌 엄청난 속도의 패스를 자랑한다. 등번호는 7번, 포지션은 쿼터백. (주요기술 : 속사 패스)
- 테츠마 죠(鉄馬 丈)

성우 - 타케모토 에이지 / 안장혁
무샤노코지 가문 운전 기사의 아들이라서 어릴 적부터 시엔과는 알고 지낸 사이. 지령을 받으면 증기기관차처럼 강한 돌파력으로 한 치의 흐트러짐도 없이 정해진 루트에 가서 패스를 받아낸다. 반대로 누가 지령을 내려주지 않거나 정확하게 말하지 않으면 지나친 행동을 일삼는다. 등번호는 15번, 포지션은 리시버.
- 카이타니 리쿠(甲斐谷 陸)

성우 - 마스다 유우키
스피드 테크닉의 귀공자. 초등학생 때 동급생들에게 괴롭힘을 당하는 세나에게 달리기를 가르쳐 준 스승이다. 따라서 세나와 맞먹는 빠른 다리를 가지고 있다. 불의를 보고 그냥 지나치지 못하며 자신 나름대로의 긍지 또한 지니고 있다. 등번호는 29번, 포지션은 러닝백. (주요기술 : 로데오 드라이브, 로핑 로데오 드라이브)
- 우지시마 바하로(牛島 馬波郎)

성우 - 스에요시 카즈야
세이부 와일드 건맨즈의 주장으로 버팔로 우지시마()라는 별명으로 불린다. 하지만 남들에게 자주 무시당한다. 끈기 있는 상대를 좋아하는 성격. 등번호는 94번, 포지션은 라인맨. (주요기술 : 듀얼 혼)
- 도쿠 호리데(ドク 堀出)

성우 - 미야자와 타다시
언제나 권총을 가지고 다니는 세이부 와일드 건맨즈의 감독. 자신이 내키는 대로 행동하는 기분파이다. 자신감은 강하지만 그렇기 때문에 약간 푼수같은 성격을 보인다.
● 신류지 나가(神龍寺ナーガ)
관동 대회 9연패의 압도적인 힘을 자랑하는 팀. 오죠와 함께 관동의 쌍벽을 이루고 있다. 런, 패스, 라인, 테크닉 어느 하나 빠지지 않고 완벽하게 밸런스가 잡혀있다. 불행히도 남고라서 선수들 대부분이 여자에겐 약하다.
(주요전술 : 드래곤 플라이, 골든 드래곤 플라이)
- 콘고 아곤(金剛 阿含)

성우 - 키리모토 타쿠야 / 홍진욱
100년에 한 번 나올까 말까한 천재. 그러나 연습을 전혀 하지 않는다. 상대방의 움직임을 보고 나서 움직일 수 있는 경이로운 반응속도와 지치지 않는 체력의 소유자. 재능이 없는 녀석은 존재조차 방해가 된다고 말하는 거만함을 보이며 자신 이외에는 모두 쓰레기라고 생각한다. 등번호는 2번, 포지션은 라인배커.
- 콘고 운스이(金剛 雲水)

성우 - 마에다 타케시 / 박웅선
아곤의 쌍둥이 형. 동생과는 대조적으로 평범한 능력을 가지고 있어서 어릴 적부터 비교되며 자라왔다. 항상 피나는 연습을 하는 노력파이다. 성격 또한 아곤과는 다르게 과묵하고 성실한 편. 아곤을 따라잡기 보다는 아곤의 능력을 살리는 길을 선택했다. 군더더기 없는 깔끔한 패스가 특기. 등번호는 12번, 포지션은 쿼터백.
- 호소카와 잇큐(細川 一休)

성우 - 토요나가 토시유키
타고난 운동신경과 공중전의 최강자. 남들에게 지기 싫어하며 오기 또한 강하다. 백 런의 천재. 아곤이 유일하게 쓸만하다고 말하는 선수이다. 나이에 걸맞게 여자에게 관심이 많지만 제대로 표현하지 못하는 전형적인 남자 고교생. 등번호는 33번, 포지션은 코너백.
- 야마부시 곤다유(山伏 権太夫)

성우 - 야마구치 히로유키
잇큐와 마찬가지로 여자에게 관심이 많다. 잇큐에게 여러 가지 가르쳐 주는 잇큐의 인생 선배. 강한 체력과 테크닉으로 상대를 제압한다. 등번호는 59번, 포지션은 센터. (주요기술 : 파〈破〉)
- 센도다 스미토(仙洞田 寿人)

성우 - 토바야마 분메이
신류지 나가의 감독.
● 태양 스핑크스(太陽スフィンクス)
고교 최강의 초중량급 피라미드 라인을 자랑하는 팀. 선수들 대부분이 체격이 크다. 절대로 무너지지 않는 안정감과 견고함이 특기인 라인을 지닌 강호.
(주요전술 : 투탕카멘 마스크)
- 밤바 마모루(番場 衛)

성우 - 쿠스노키 타이텐
스쿼트 고교기록 보유자. 뛰어난 테크닉과 체격을 지니고 있다. 어떤 상황에도 냉정하게 대처하는 태양 스핑크스의 에이스. 동료를 소중히 여기고 이해심이 깊으며 패배를 깨끗이 인정할 줄 안다. 등번호는 50번, 포지션은 라인맨.
- 하라오 키미나리(原尾 王成)

성우 - 타케우치 코스케
품위를 중요시하는 귀족 출신. 여자들에게 인기도 많으며 돈도 많다. 하지만 실력은 라인맨들에 비해 떨어지는 편. 자주 흥분하는 성격이다. 등번호는 8번, 포지션은 쿼터백.
- 카사마츠 니이노부(笠松 新信)

성우 - 타케모토 에이지
약한 상대를 무시하는 경향이 있으며 상대의 도발에 쉽게 넘어간다. 거구로 누르는 묵직한 힘을 가졌다. 등번호는 66번, 포지션은 라인맨.
- 카마쿠루마 켄(鎌車 ケン)

성우 - 사이토 야스오
경험은 적지만 큰 체구와 파워로 상대의 패스 캐치를 방해한다. 촐랑거리는 성격. 등번호는 98번, 포지션은 코너백. (주요기술 : 전차 범프)
● 하쿠슈 다이너소어즈(白秋ダイナソーズ)
원래는 평범한 팀이었으나 마루코와 가오우가 가입하면서 최강의 파괴력을 지닌 강호로 급부상하였다. 미식축구의 원점인 '힘'을 나타내는 플레이가 특기.
(주요전술 : 노스 사우스 게임)
- 마루코 레이지(円子 令司)

이탈리아계 혼혈아. 볼 핸드링의 달인으로 특화된 눈으로 볼의 움직임만을 쫓을 수 있다. 눈치와 대응력이 빨라 상대의 갑작스런 변화에도 재빠르게 대처가 가능. 히루마와 마찬가지로 냉정하게 승리만을 원한다. 늘 콜라병을 들고 마시며 다닌다. 등번호는 4번, 포지션은 쿼터백. (주요기술 : 스크류 바이트)
- 가오우 리키야(峨王 力哉)

벤치 프레스 200kg 이상으로 고교 최강의 엄청난 힘을 자랑한다. 경험이 적은게 흠. 시합을 할 때마다 상대팀 선수들을 모조리 쓰러뜨려왔지만 어디까지나 룰에 의해 행동하고 있으며 강한 상대에게는 존경을 표하고 겨루고 싶어하는 냉철한 야수. 등번호는 70번, 포지션은 라인맨.
- 키사라기 히로미(如月 ヒロミ)

가오우와는 반대로 가녀린 선수. 어릴 적부터 신체가 약했기 때문에 주위에서 놀림을 받았다. 강하고 순수한 힘을 가진 가오우를 아름답다고 생각하며 힘은 절대적이라고 여긴다. 가는 팔을 이용한 패스 커트가 특기. 등번호는 96번, 포지션은 리시버.
(주요기술 : 프테라크로)
- 텐구 하나타카(天狗 花隆)

마루코와 가오우가 들어오기 전까진 에이스였다. 하지만 실력은 언제나 중위권의 평범한 선수. 분위기에 쉽게 휩쓸리는 성격이다. 등번호는 49번, 포지션은 라인배커.
- 히무로 마루코(氷室 丸子)

마루코가 고백한 선배. 하쿠슈 다이너소어즈의 매니저이기도 하다. 마루코의 승리를 원하는 순수한 마음을 좋아하기도 했었지만 언젠가부터 변해버린 마루코에게 차갑게 대한다.
- 미츠이 사부로(三ツ井 三郎)

언제나 톱을 노리기 보다는 3위를 노리는 미묘하게 작은 야심가. 꽤나 정확한 킥을 구사한다. 등번호는 3번, 포지션은 키커.
● 쿄신 포세이돈
카케이와 미즈마치가 가입하면서 여러 강호들을 압박하는 강한 다크호스로 자리잡혔다. 선수들 대부분이 180cm를 훌쩍 넘기는 장신이며 고교에서 가장 큰 라인을 자랑한다. 마스코트는 바다인간.
(주요전술 : 하이 웨이브, 포세이돈)
- 카케이 슌

초등학생 때부터 장신이었다. 미국으로 유학을 갔을 당시 겨루었던 진짜 아이실드21과 다시 한번 겨루고 싶어 한다. 결국 진짜 아이실드21을 다시 만나진 못했지만 귀국한 후 쿄신 포세이돈에 가입한다. 힘과 큰 키를 살린 플레이가 특기였지만 수많은 연습을 통해 이제는 스피드와 테크닉 또한 뛰어난 편. 냉정하게 상대팀의 전략을 파악하고 작전을 짜는 실질적인 리더이다. 등번호는 41번, 포지션은 라인배커.
- 미즈마치 켄고

아무데서나 옷을 훌렁훌렁 벗어대는 바보임에 동시에 운동신경을 타고난 진화하는 천재. 처음 쿄신 고교에 들어왔을 때에는 수영부에 가입하였지만 지나치게 연습하는 그를 다른 부원들은 이상하게 생각했고 그에 상처받아 퇴부를 한다. 어느 날, 전국재패를 노리는 카케이의 집념에 사로잡혀 미식축구를 시작하게 된다. 낙천적이고 유쾌한 성격. 카케이와 마찬가지로 장신이다. 등번호는 71번, 포지션은 라인맨. (주요기술 : 스윔)
- 오히라 히로시

2m 5cm의 키로 고교 최장신이다. 항상 오니시와 다투며 서로 자신이 카케이의 일등 제자라고 말한다. 자주 눈물을 흘리는 열혈 고교생. 등번호는 31번, 포지션은 라인맨.
- 오니시 히로시

2m 4cm의 키로 고교 두 번째 최장신이다. 항상 오히라와 다투며 서로 자신이 카케이의 일등 제자라고 말한다. 오히라와 이름이 비슷한 것에 불만을 느끼고 있다. 등번호는 32번, 포지션은 라인맨.
- 코반자메 오사무

쿄신 포세이돈의 주장. 하지만 다른 부원들에 비해 키도 능력도 평범해서 내심 자신이 무시당하고 있는 건 아닐까 하고 불안해한다. 공을 뺏기기 전에 얼른 패스해버리기 때문에 이제까지 공을 뺏긴 적은 한 번도 없다. 나름 자상하고 배려심이 있는 성격. 등번호는 14번, 포지션은 쿼터백.
● 반도 스파이더즈
원래는 대회 준결승까지 갔었던 강호였지만 에이스 선수들만 다른 학교로 스카우트되어가며 평범한 팀으로 급전락하였다. 하지만 남아있는 킥 팀만으로도 데이몬 데빌 배츠에 압박하는 힘을 보여준다. 마스코트는 로커 빌리.
(주요전술 : 스파이더즈 웹, 런 포스)
- 아카바 하야토

자신이 진짜 아이실드 21이라고 주장한다. 도쿄 MVP였으며 리드 블러킹의 마술사이다. 방대한 양의 상대팀 전략을 분석하고 파악하여 움직임을 간단히 막아내버리는 반도 스파이더즈의 에이스. 항상 기타를 가지고 다니며 자신만의 음악성을 추구하는 독특한 면을 보인다. 차갑고 냉정하지만 승리를 향한 집념은 강하다. 등번호는 21번, 포지션은 타이트 엔드. (주요기술 : 스파이더 포이즌)
- 사사키 코타로

킥 성공률 100%를 자랑한다. 자신이 스마트하다는 말을 입에 달고 살며 언제나 가지고 다니는 빗으로 머리를 빗는다. 가끔 바보스러운 면도 보이지만 강한 상대와 정정당당하게 승부를 겨루고 싶어하는 진지한 면도 보인다. 킥 팀의 저력을 전국에 떨치겠다는 포부를 가지고 있다. 등번호는 99번, 포지션은 키커.
- 사와이 쥬리

반도 스파이더즈의 매니저. 코타로와 소꿉친구이며 그에게 사귀자는 말을 3번 들었지만 그 때마다 농담으로 흘려 들었다. 하지만 확실히 거절한 적도 없다.
● 아미노 사이보그스
매년 한 종목의 스포츠를 석권하는 공인된 다크호스. 아미노 스포츠 의학의 이름을 널리 떨치겠다는 포부를 가지고 있는 대회광풍이다. 마스코트는 IQ.
- 무나카타 아츠시

정치가를 지망하는 아미노 사이보그스의 리더. 상대의 데이터를 분석하여 움직임을 간단히 막아버린다. 온 몸이 번질거리는 근육질로 되어 있으며 표정이 거의 바뀌지 않는 사이보그. 아미노 스포츠 의학에 상당한 자부심을 가지고 있다. 등번호는 29번, 포지션은 라인배커.
- 아오야나기 스구루

1년 전까지만 해도 허약한 체질이었지만 아미노 스포츠 의학의 힘으로 인해 무나카타처럼 온 몸이 근육질로 되었다. 그래서인지 무나카타와 마찬가지로 아미노 스포츠 의학에 상당한 자부심을 가지고 있다. 자신보다 약한 라인맨들은 깔보는 성격. 등번호는 64번, 포지션은 라인맨.
- 가도구치 나오스미

모션 캡처를 사용해 완벽한 러닝 폼을 익힌 선수. 달리기는 빠른 편이지만 마음가짐이 약하다. 등번호는 48번, 포지션은 코너백.
● 조쿠토 카멜레온즈
에이스 하바시라의 합류로 실력이 순식간에 상위 수준으로 올라갔다. 상대팀에 맞춰 얼마든지 전법을 바꾸는 플레이가 특기. 마스코트는 낼름이.
- 하바시라 루이

조쿠토 카멜레온즈의 에이스. 긴 팔을 이용한 낚아채기로 상대방의 전진을 막는다. 항상 버터플라이 나이프를 들고 다니며 강압적으로 팀원들에게 자신의 명령을 따르게 한다. 하지만 이기고 싶어하는 마음만은 강하다. 등번호는 42번, 포지션은 라인배커.
● 하시라타니 디어즈
선수들 모두 테크닉과 경험이 뛰어난 베테랑들로 구성된 전통의 강호. 재빠른 연계플레이로 이어지는 최강의 블러킹 콤비네이션을 자랑한다. 하지만 오죠 화이트 나이츠의 황금 세대에 밀려 번번이 우승을 놓친 아까운 팀이다. 마스코트는 빔바.
- 야마모토 오니헤이

초등학생 때부터 라인맨을 맡아온 경험치 제일의 선수. 체격이 뛰어난 편은 아니지만 이제까지 쌓아온 경험을 바탕으로 화려한 테크닉을 선보인다. 고교 라인맨들의 우상같은 존재. 예상한 말들이 모두 빗나가는 의외의 모습을 보여주기도 한다. 등번호는 71번, 포지션은 라인맨.
● 테이코쿠 알렉산더즈
전국의 에이스 선수들만 스카우트 했으며 그 중에서도 실력을 가려내 최강의 올스타로 구성한 관서 팀. 크리스마스 볼이 시작된 후 계속해서 우승을 차지하고 있어서 모든 것의 시작이자 모든 것의 정점이라고 불린다. 1군부터 6군까지 있으며 부원수는 200명 이상. 1군 선수들 전원이 40야드를 5초에 끊는 스프린터들이다.
- 야마토 타케루

미국의 노트르담대 부속중에서 활약한 진짜 아이실드 21. 귀국하여 테이코쿠 알렉산더즈에 가입해서도 에이스로 자리잡혔다. 자신이 절대 지지 않을 것이라는 강한 자신감으로 가득 차 있으며 그런 자신감으로 뱉어내는 절대적 예고를 한다. 자신을 향한 도전이라면 언제든지 환영하고 받아준다. 큰 키와 강한 힘에 더해 빠른 스피드, 완벽한 보디 밸런스를 이용한 엄청난 돌파력을 지녔다. 등번호는 21번, 포지션은 러닝백. (주요기술 : 제왕의 차지)
- 혼죠 타카

야구선수 혼죠의 아들. 멀리 뛰기 8m 25cm로 고교 기록 보유자이다. 남의 재능을 알아보는 눈이 탁월하다. 소년야구 시절부터 '하늘을 나는 글러브'라고 불리며 수비에서는 명실상부한 최강이었다. 미식축구 선수가 되어서도 변함없이 적수가 없는 실력을 자랑한다. 하루도 거르지 않고 트레이닝을 계속하긴 하지만 적수가 없어서인지 흥미를 느끼거나 목표를 가지고 있진 않다. 조용히 독서하는 것을 좋아한다. 등번호는 10번, 포지션은 리시버.
- 코이즈미 카린

미식축구 선수 중에선 찾아보기 힘든 여자 선수. 일러스트를 그리거나 피아노를 치는 것을 좋아했지만 혼죠가 재능을 알아보고 테이코쿠 알렉산더즈에 가입시킨다. 세나처럼 유순한 성격이라서 제대로 거절하지 못한 채 묵묵히 훈련하고 있다. 태클을 당하기 전에는 가볍게 피하며 공중에 멈춘 것처럼 깨끗하게 회전하는 정확한 패스가 특기. 등번호는 6번, 포지션은 쿼터백. (주요기술 : 플로랄 슛)
- 헤라클레스 (헤라 쿠레지)

성격은 가벼운 편이지만 인망이 두텁고 의리가 있어 만장일치로 테이코쿠 알렉산더즈의 주장에 선출되었다. 야마토나 혼죠같은 천부적인 재능을 가지고 있지는 않다. 그러나 상대팀의 데이터를 분석하거나 대책을 짜는 것은 주변에서 알아주는 편. 자신에 대해 강한 긍지를 지니고 있다. 등번호는 78번, 포지션은 라인맨.
- 아킬레우스 (아키 레이스케)

남에게 잘 속아 넘어가는 타입. 중학생 시절 미식축구부에서 부동의 에이스였고 다릿심이 좋은 것이 눈에 띄어 스카우트되었다. 성격이 성급하고 여자에게 약하지만 실력은 확실하다. 등번호는 76번, 포지션은 라인맨.
- 텐마 도지로

전 신류지 나가의 에이스. 일부러 위험한 사이드 라인 측을 달려 한쪽으로만 상대방이 오는 것을 역으로 이용한 런을 사용하기 때문에 사이드 라인 측의 마술사라고 불린다. 화려한 것과 여자를 좋아하는 슈텐동자. 등번호는 33번, 포지션은 러닝백.
- 호테이 후쿠스케

킥 성공률 99%를 자랑하는 관서 No.1 키커. 뻔뻔하고 변태스러운 면이 있다. 유들유들한 체형과 기분 나쁜 표정으로 상대방을 조바심 나게 만들어 실수를 유발시킨다. 등번호는 19번, 포지션은 키커.
- 오리온 (토카시키 오리오)

전 오키나와 복서즈의 주장. 프로 복서의 아들이다. 모든 면에서 밸런스가 잘 잡혀있으며 상대에게 강력한 일격을 먹여 밸런스를 무너뜨리는 테크닉이 특기. 등번호는 79번, 포지션은 코너백.
- 사노 미코토

전 샤치호코 골든즈의 에이스. 몸의 유연성을 살려 잡기 힘든 저공의 볼을 제압한다. 등번호는 89번, 포지션은 리시버. (주요기술 : 초저공 범고래 캐치)
- 이바라다 키리오

반도 스파이더즈의 선수였지만 테이코쿠 알렉산더즈에 스카우트되었다. 반도 스파이더즈에 있을 당시에는 에이스의 자리에 위치했지만 현재는 4군에 속해 있다. 자신보다 카린이 더 인정받는 것을 못마땅하게 여기며 항상 심부름을 시키려고 한다. 등번호는 9번, 포지션은 쿼터백. (주요기술 : 로즈 휘프)

## 미식축구 청소년 월드컵 출전국 및 주요선수
● 일본
◎ 오펜스
＊ 쿼터백 - 히루마 요이치(데이몬 데빌 배츠), 키드(세이부 와일드 건맨즈)
＊ 라인맨 - 쿠리타 료칸(데이몬 데빌 배츠), 밤바 마모루(태양 스핑크스), 야마부시 곤다유(신류지 나가), 헤라클레스(테이코쿠 알렉산더즈), 츄보
＊ 리시버 - 몬타(데이몬 데빌 배츠), 사쿠라바 하야토(오죠 화이트 나이츠), 테츠마 죠(세이부 와일드 건맨즈)
＊ 러닝백 - 코바야카와 세나(데이몬 데빌 배츠), 야마토 타케루(테이코쿠 알렉산더즈)
＊ 키커 - 무사시(데이몬 데빌 배츠), 사사키 코타로(반도 스파이더즈)
＊ 타이트 엔드 - 아카바 하야토(반도 스파이더즈)
◎ 디펜스
＊ 라인맨 - 가오우 리키야(하쿠슈 다이너소어즈), 오타와라 마코토(오죠 화이트 나이츠), 미즈마치 켄고(쿄신 포세이돈), 아킬레우스(테이코쿠 알렉산더즈)
＊ 라인배커 - 신 세이쥬로(오죠 화이트 나이츠), 콘고 아곤(신류지 나가), 카케이 슌(쿄신 포세이돈)
＊ 코너백 - 호소카와 잇큐(신류지 나가), 혼죠 타카(테이코쿠 알렉산더즈)
＊ 세이프티 - 카이타니 리쿠(세이부 와일드 건맨즈), 마루코 레이지(하쿠슈 다이너소어즈)
● 미국
◎ 펜타그램
미식축구 청소년 월드컵의 미국 대표팀 중에서 각 포지션별 최강의 다섯 선수를 이르는 말.
＊ 팬서 (패트릭 스팬서)
NASA 에이리언즈의 선수. 팀의 감독인 아폴로를 매우 존경한다. 할머니와 단 둘이 살며 가난한 환경에서 자랐지만 어렸을 때부터 건물 사이를 뛰어다니며 단련된 스프링처럼 탄력 있는 다리와 흑인 특유의 유연한 근육을 이용하여 월드컵 출전 선수 중 가장 빠른 초광속의 런을 사용한다. 일본에 왔을 때, 세나와 겨루고 나서 서로를 라이벌로 인식하는 중. NFL의 세계에 들어가 최고의 러너가 되겠다는 꿈을 가졌다. 등번호는 22번, 포지션은 러닝백. (주요기술 : 무중력의 런)
＊ 클리포드·D·루이스
왕족 혈통이라는 거짓 프로필을 내세운 기책의 승부사임에 동시에 미국 팀의 사령탑. 강하게 밀어붙이는가 싶으면 허를 찌르는 트릭 플레이를 섞어가며 상대팀을 교란시킨다. 엄청난 속도로 달리면서 정확하게 패스를 던지는 놀라운 기술을 구사. 냉정하고 승부욕이 강하며 자존심이 세다. 등번호는 1번, 포지션은 쿼터백.
＊ Mr. 돈 (도널드 오버만)
미국 대통령의 아들. 모든 것을 지배하는 자라고 불리는 세계 최강의 라인맨이다. 큰 몸집과 상상을 초월하는 엄청난 힘과 기술로 상대방을 가볍게 짓눌러버린다. 스스로를 왕이라고 칭하며 월드컵 출전 선수 모두를 미국의 힘을 과시하는 쇼를 위한 희생양이라고 생각하는 거만함을 보이지만 도전하는 상대방이 누구든 전력을 다하는게 예의라고 하는 스포츠 정신도 겸하고 있다. 수많은 나라의 언어를 구사할 줄 안다. 등번호는 69번, 포지션은 라인맨.
＊ 버드 워커
세계 No.1 코너백이라는 호칭을 가지고 있으며 헐리우드에서 유일하게 스턴트맨을 쓰지 않는 액션 배우이다. 자기보다 인기가 많은 클리포드에게 약간의 질투심을 느끼고 있다. 파워, 스피드 등 종합적인 면에서 본다면 펜타그램에서 가장 뛰어난 선수. 등번호는 31번, 포지션은 코너백. (주요기술 : 격투 범프)
＊ 타탕카
2m 10cm라는 엄청난 키와 점프력으로 자신의 범위에 들어오는 상대팀의 모든 공격을 막아내는 인간 돔이다. 돈을 존경하여 그의 생각에 공감하며 따른다. 돈에게서 여러 나라의 언어를 한꺼번에 배우는 중이라 말이 서툴다. 등번호는 47번, 포지션은 라인배커.
● 러시아
＊ 로드 첸코
올림픽 역도 금메달 리스트. 벤치 프레스 세계 신기록을 가지고 있다. 매우 큰 덩치와 강한 힘을 가졌지만 지나치게 돈에 집착한다. 등번호는 67번, 포지션은 라인맨.
● 핀란드
＊ 토니 하키넨
핀란드 대표 선수. 악다문 이가 순발력을 몇 배로 높여준다는 이유 때문에 새하얗고 가지런한 이를 유지하기 위해 하루에 15번이나 양치질을 한다. 하지만 너무 잘 관리한 탓에 여태까지 유치. 등번호는 8번, 포지션은 쿼터백.
● 밀리터리아 공화국
＊ 몬티 고메리
군대에서 단련한 엄청난 스태미너를 기반으로 필드 절반 이상의 장거리를 톱 스피드로 달린다. 파워와 스피드 모두 높은 수준. 자신보다 약하다고 생각되는 상대는 거침없이 깔보며 무시한다. 등번호는 26번, 포지션은 러닝백. (주요기술 : 탄도 미사일 런)
＊ 팬즈
고메리의 부하. 팀의 자랑이나 정찰을 맡고 있다. 다른 사람에게는 엄격하나 스스로에겐 관대한 성격. 등번호는 36번, 포지션은 쿼터백.
● 독일
＊ 하인리히 슐츠
유럽 NFLE에서 활약하고 있는 프로 선수. 기억력이 뛰어나 각국 선수들의 모든 정보와 통계수치 등을 암기하고 있으며 상대팀의 전략을 한 번만 보아도 순식간에 파악이 가능하다. 유럽 프로리그 내에서는 가장 빠른 스피드를 가지고 있다. 냉정하며 도전 정신이 강한 성격. 포지션은 45번, 포지션은 라인배커.
● 인도
● 멕시코
● 프랑스
● 캐나다
● 호주
● 뉴질랜드
● 대한민국
● 중국
● 스웨덴
● 이탈리아